# Swjatlana Ussowitsch
Swjatlana Ussowitsch (engl. Transkription Sviatlana Usovich; * 14. Oktober 1980) ist eine belarussische Sprinterin und Mittelstreckenläuferin.
Zunächst spezialisierte sie sich auf den 400-Meter-Lauf. Ihren ersten Erfolg feierte sie bei den Halleneuropameisterschaften 2002 in Wien, bei der sie die Goldmedaille gewann. Bei den Europameisterschaften 2002 in München erreichte sie ein halbes Jahr später den siebten Platz. Ein Jahr später bei den Hallenweltmeisterschaften in Birmingham wurde sie Sechste. Bei den Weltmeisterschaften in Paris/Saint-Denis schied sie ebenso im Halbfinale wie 2004 bei den Hallenweltmeisterschaften in Budapest und den Olympischen Spielen in Athen. In der 4-mal-400-Meter-Staffel schied sie mit der belarussischen Mannschaft im Vorlauf aus.
Bei den Halleneuropameisterschaften 2005 in Madrid gewann sie die Silbermedaille. Danach wechselte sie auf die 800-Meter-Distanz und erreichte auf Anhieb bei den Weltmeisterschaften in Helsinki das Halbfinale. Zwei Jahre später bei den Weltmeisterschaften 2007 in Osaka erreichte sie im Finale den sechsten Platz. 2008 gewann sie bei den Hallenweltmeisterschaften in Valencia Silber mit der belarussischen Stafette. Bei den Olympischen Spielen in Peking erreichte sie das Halbfinale und wurde mit dem belarussischen Quartett Dritte in der 4-mal-400-Meter-Staffel.
Bei den Europameisterschaften 2010 in Barcelona und den Weltmeisterschaften 2011 in Daegu schied sie im Vorlauf aus.
Bei einem nachträglichen Test der Dopingprobe von 2008 wurde Ussowitsch 2016 positiv auf Turinabol getestet und vom IOC disqualifiziert.

## Persönliche Bestleistungen
- 400 m: 50,79 s, 31. Juli 2004, Minsk
  - Halle: 50,55 s, 5. März 2005, Madrid
- 800-Meter-Lauf: 1:58,11 min, 26. August 2007, Osaka
  - Halle: 2:00,53 min, 11. Februar 2007, Karlsruhe